# Cicurina rhodiensis
Cicurina rhodiensis är en spindelart som beskrevs av Lodovico di Caporiacco 1948. Cicurina rhodiensis ingår i släktet Cicurina och familjen kardarspindlar. Inga underarter finns listade i Catalogue of Life.